# Vas Mèdici
El Vas Mèdici és un monumental crater en forma de campana de marbre esculpit a Atenes en la segona meitat del s. I ae, com a ornament de jardí per al públic del comerç romà. Ara s'exposa en la Galeria dels Uffizi a Florència.

## Descripció

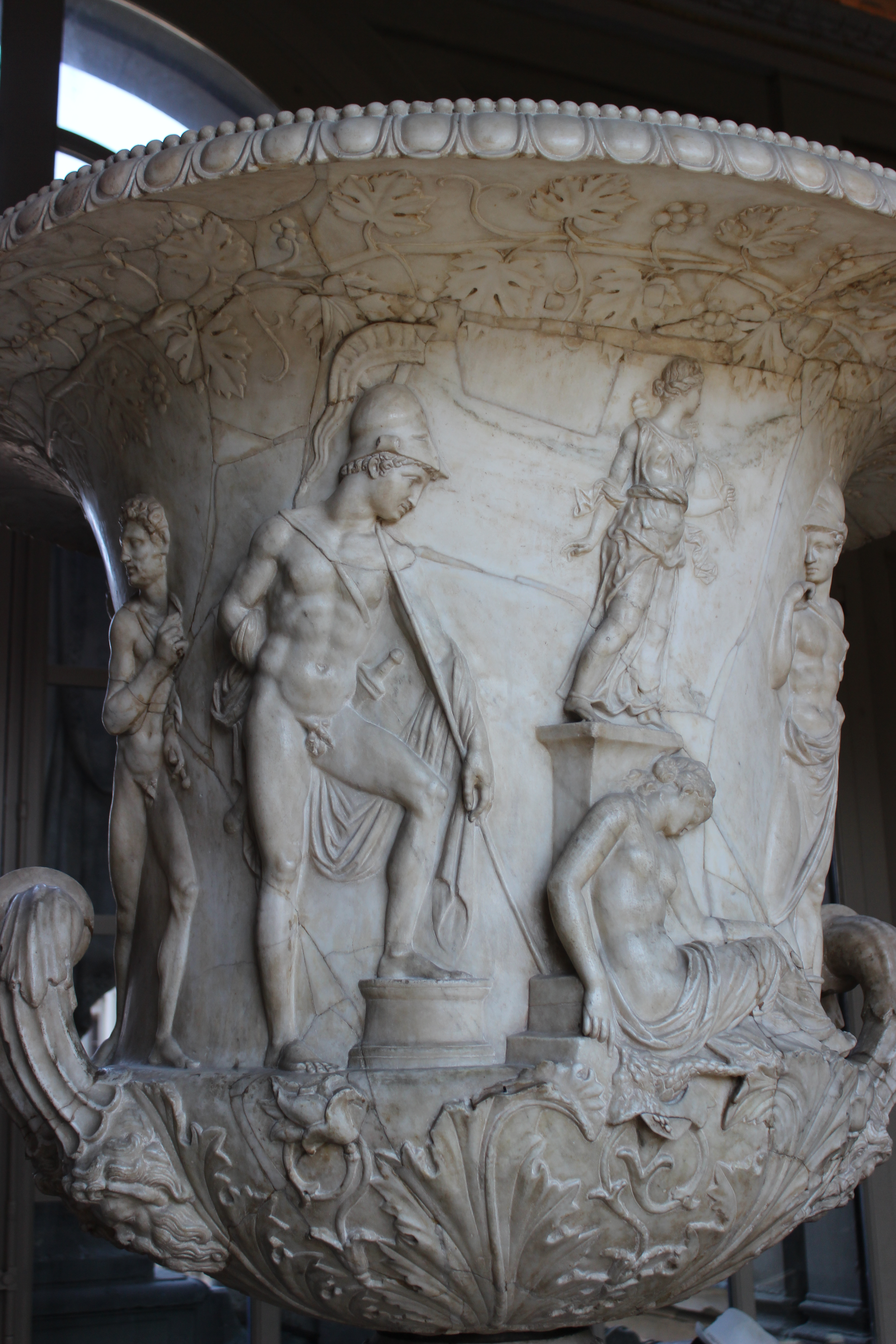
Detall del Sacrifici d'Ifigenia en el Vas Mèdici

Té una alçada d'1,73 m amb pedestal inclòs x 135 cm de diàmetre, amb una vora superior llaurada; mostra un fris profund tallat amb un baix relleu mitològic: una figura femenina, mig vestida, és el sacrifici d'Ifigenia, asseguda sota una estàtua d'una dea en un alt pedestal que podria representar Diana, amb guerrers heroics en cada costat, dempeus, potser Agamèmnon i Aquil·les o Odisseu. Dues anses de bucle estriades s'eleven des dels caps dels sàtirs que es troben a cada costat de la base tallada amb fulles d'acant; el vas reposa sobre un pedestal quadrat baix.

## Història
El vas aparegué en l'inventari de 1598 de la Vil·la Mèdici, Roma, però se'n desconeix l'origen. Es traslladà de la vil·la el 1780, i des de llavors s'exibeix en la Galeria dels Uffizi. Sovint s'il·lustrava en gravats, el més famós n'és de Stefano della Bella (1656), que representa el jove hereu Mèdici que es convertiria en el Gran duc Cosme III, assegut, dibuixant el vas.
Sovint aparellats com a ornaments de jardí des de finals del s. XVII amb el Vas Borghese, són dos dels craters més admirats i influents de l'antiguitat. El lloc del Vas Mèdici en el cànon occidental pot mesurar-se per la seua posició prominent en les vistes compostes que eren una especialitat del pintor romà Giovanni Paolo Panini, per triar-ne un dels exemples més destacats. Angelika Kauffmann pintà a Lord Berwick en el seu Grand Tour assegut al costat del vas.
Se'n feren moltes «còpies» per decorar palaus o jardins, i encara és un tema popular per a la imitació en bronze o porcellana, per exemple, en el jaspeware de Josiah Wedgwood (ca. 1790). El material en les moltes versions decoratives posteriors es pot trobar també en el Vas Borghese.

## Galeria de còpies

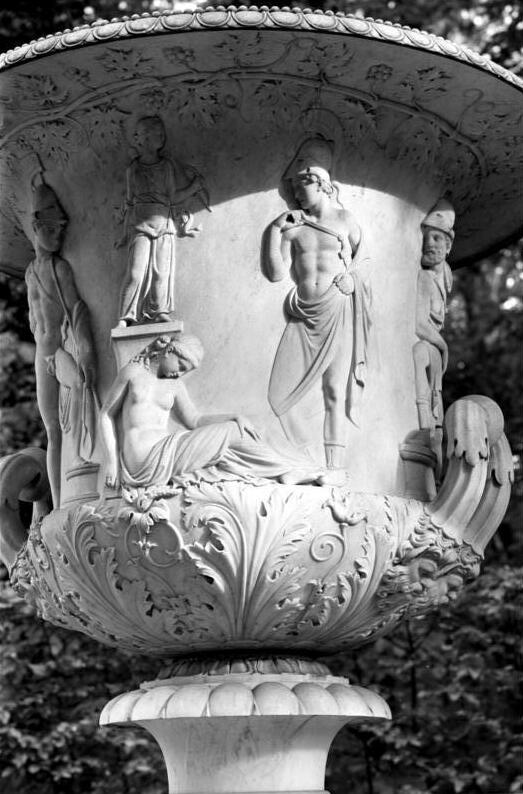
Potsdam, Sanssouci
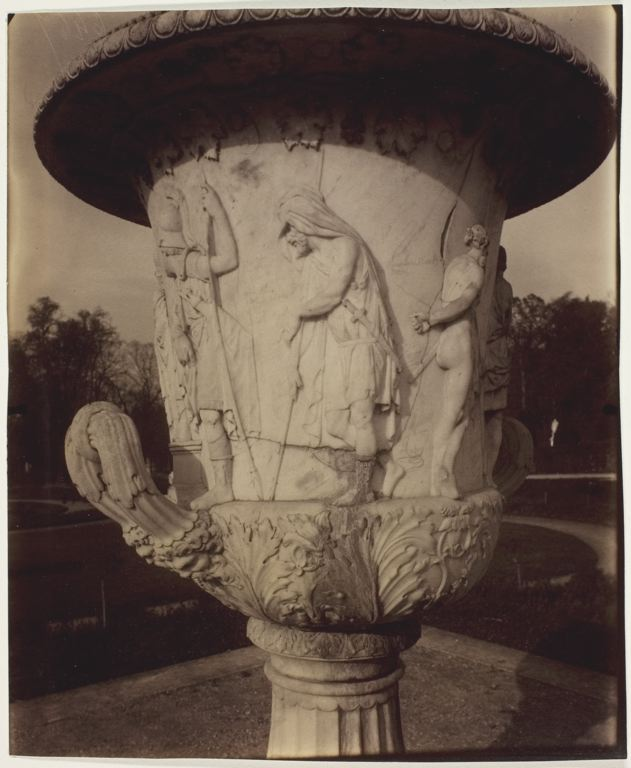
Eugène Atget, fotografies del Palau de Versalles
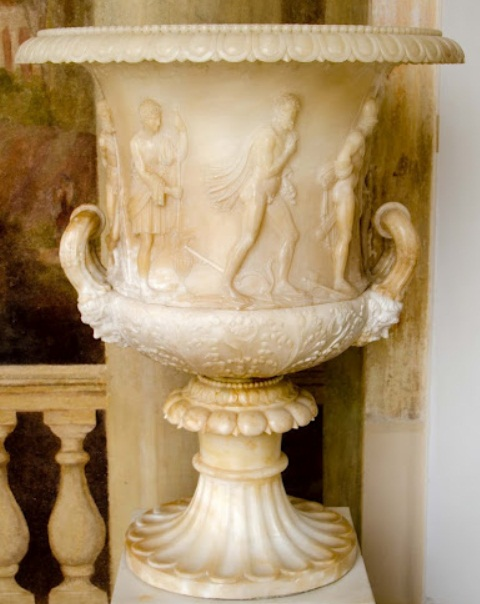
Palau de Wilanów, Polònia
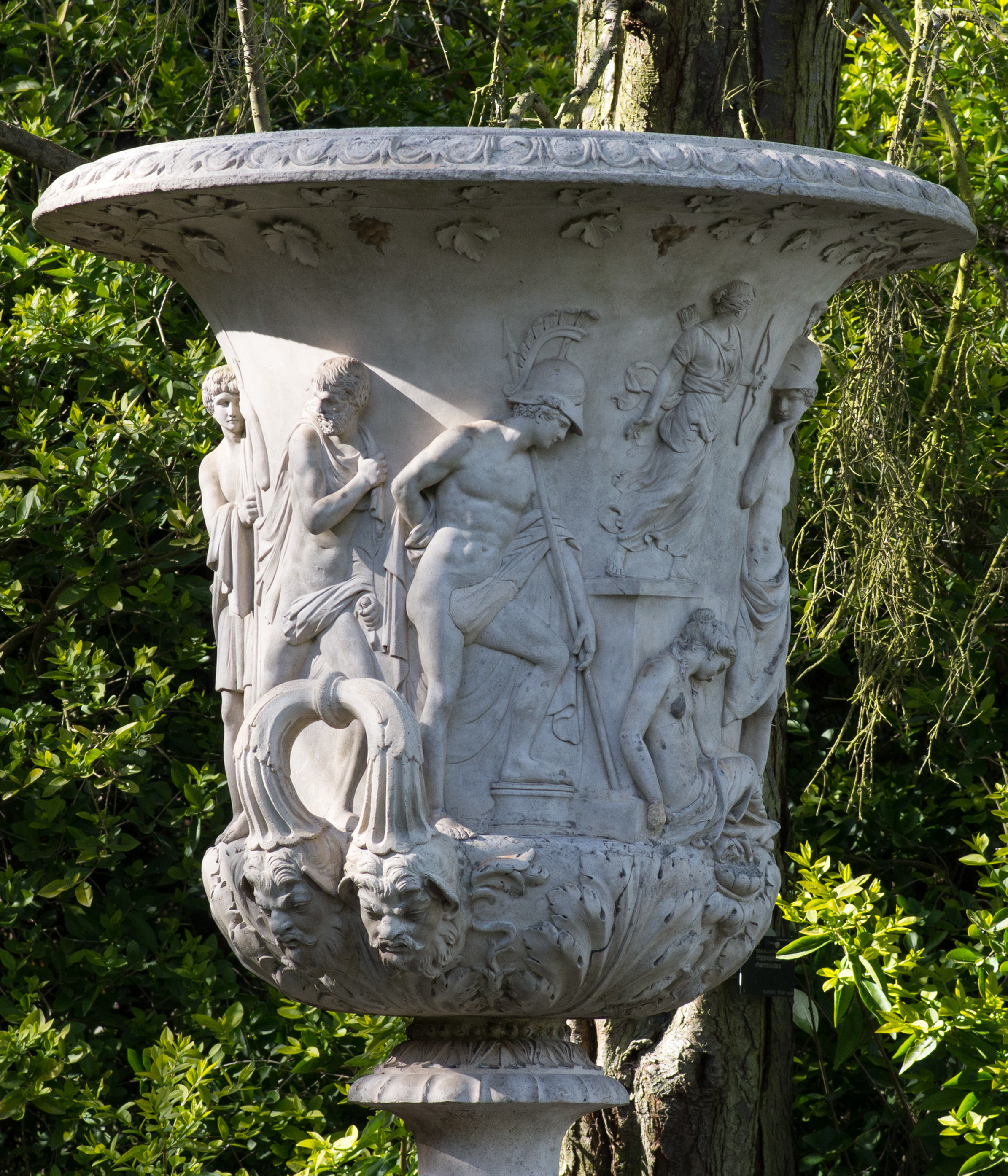
Kew Gardens, Londres